# Jaime Rivelles
Jaime Rivelles Magalló (Valencia, España, 1861- † ibidem, 15 de junio de 1918), fue un prestigioso actor de teatro y director de escena español, además de empresario teatral.
Fue esposo de la famosa actriz Amparo Guillén Minguet y padre del también actor Rafael Rivelles.

## Trayectoria
Desde 1886, formaría parte como actor de la compañía teatral de Antonio Vico y Pintos y de Rafael Calvo Revilla, este último amigo y mentor. En estas prolíficas compañías compartiría escena con los actores más insignes del panorama español tales como Ricardo Calvo, Antonio Perrín, Antonia Contreras, Luisa García Calderón y una joven Amparo Guillén Minguet, entre otros. A todos ellos se uniría, en el verano de 1890, María Guerrero, que con el tiempo sería una de las mejores actrices del teatro español.
El 4 de diciembre de 1888 Jaime Rivelles se casaría en la Iglesia de San Cayetano (Madrid), con la prometedora actriz Amparo Guillén Minguet .De su matrimonio con Amparo Guillén nacerían 3 hijos, Amparo Lorenza Rivelles Guillén, Juan Rivelles Guillén y Rafael Rivelles Guillén En 1890, forma una compañía propia junto a su mujer, pero no será hasta 1900 que dicha compañía se convierta en permanente.
La Compañía Guillén-Rivelles se consolida y se hace cargo de muchas programaciones del Teatro Español y Teatro Princesa a raíz del cargo vitalicio de su compañera de reparto en anteriores compañías María Guerrero. Seguirían así hasta 1909, momento en el que Amparo Guillén sufre una enfermedad cardiovascular que le obligaría a dejar definitivamente los escenarios y retirarse.
Tras el temprano retiro de la actriz estrella de la Compañía Guillén-Rivelles, Jaime Rivelles seguiría trabajando como actor y director musical por España hasta su fallecimiento en Valencia el 15 de junio de 1918, a la edad de 57 años.
Sus restos mortales reposan en el Cementeri de El Cabanyal, en Valencia, España, al lado de los de su esposa.

## Obra
- El Cabo Noval, héroe y mártir : episodio histórico de la guerra del Riff en 1909 (1911; en un acto dividido en cuatro cuadros)
- El niño de Córdoba (1913; drama lírico en un acto)
- Amparo Guillén y su tiempo : historia de la trágica, Narraciones (1916)
- Creu redentora (1916; comedia valensiana en dos actes)[4]
- El mesías de la infancia (1917; apropósito en un acto, dividido en dos cuadros y en prosa)[5]